# Espignola
Espignola (Espingolen) – odprzodowe działo duńskie skonstruowane w I połowie XIX wieku. Prekursor karabinu maszynowego. Stosowane w wojnach prusko-duńskich w latach 1848-1850 oraz 1863-1864. Ładowano na przemian prochem i kulami z otworem. Kolejne ładunki połączone były wolnopalnym lontem przechodzącym przez cały przewód lufy, który zapalając ładunki prochu, powodowały miotanie kolejnych kul. Broń ta nadawała się do jednorazowego użytku. Po wystrzeleniu wszystkich kul działo odwożono do Kopenhagi celem ponownego naładowania.